# Corín Tellado

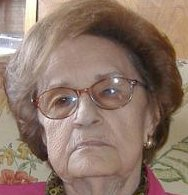
Corín Tellado

Corín Tellado, właściwie María del Socorro Tellado López (ur. 25 kwietnia 1927 w El Franco, zm. 11 kwietnia 2009 w Gijón) – hiszpańska pisarka, autorka ponad 4000 książek sprzedanych w ponad 400 milionach egzemplarzy.

## Życiorys
Corín Tellado urodziła się 25 kwietnia 1927 roku w rybackiej wiosce na północnym wybrzeżu Hiszpanii. Jej ojciec pracował jako inżynier w marynarce handlowej. W młodości Corín Tellado czytała powieści takich pisarzy jak Honoré de Balzac oraz Alexandre Dumas. Pierwszą powieścią autorki była napisana w 1946 roku Atrevida apuesta. Na mocy kontraktu podpisanego z wydawnictwem Corín Tellado miała tworzyć jedną krótką powieść tygodniowo. Książki pisarki opowiadały o trudnościach w miłości i życiu współczesnych autorce kobiet. Powieści były często cenzurowane przez dyktaturę generała Franco, gdyż zawierały opisy pocałunków, a bohaterki książek były postępowe (pracowały oraz prowadziły samochody). W 1959 roku autorka wyszła za mąż, jednak po trzech latach rozstała się z mężem. Pod koniec lat 70. zniesiono cenzurę, co umożliwiło pisarce poruszanie w powieściach trudniejszych tematów, takich jak aborcja oraz gwałt. Corín Tellado zmarła 11 kwietnia 2009 roku w Gijón. Pozostawiła po sobie dwójkę dzieci oraz sześcioro wnucząt. W 1994 roku pisarka trafiła do Księgi Rekordów Guinnessa jako autorka największej ilości sprzedanych książek w języku hiszpańskim. Corín Tellado stworzyła ponad 4000 książek sprzedanych w ponad 400 milionach egzemplarzy. Najsłynniejszą powieścią autorki jest wydana w 1991 roku Lucha Oculta.